# Lactone

Verschiedene Lactone, von links nach rechts: β-, γ-, δ- und ε-Lacton

Das makrocyclische Lacton Erythromycin A ist ein Arzneistoff und wird von Bakterien der Gattung Streptomyces gebildet. Der große Lactonring ist links abgebildet.

Lactone sind eine Stoffgruppe der organischen Chemie, die eine Carbonsäureester-Funktion als Teil eines Rings aufweisen. Sie entstehen formal oder tatsächlich, wenn bei einer Veresterung sowohl Carbonsäure als auch Alkohol-Komponente im gleichen Molekül vorliegen. Dies ist bei der intramolekularen Veresterung von Hydroxycarbonsäuren der Fall. Da die Sauerstoffbrücke der Esterfunktion Bestandteil der Lacton-Ringe ist, handelt es sich um Heterocyclen.

## Geschichte
Als Entdecker der Stoffgruppe der Lactone gilt Rudolph Fittig. Er schlug 1880 den Namen „Lactone“ dafür vor. Bei den Beispielen für Lactone nannte er unter anderem das Cumarin und das Phthalid (diese beiden haben auch einen Benzolring und sind daher Aromaten) und das Santonin.

Cumarin (o-Cumarsäurelacton)
Phthalid (im Selleriearoma)
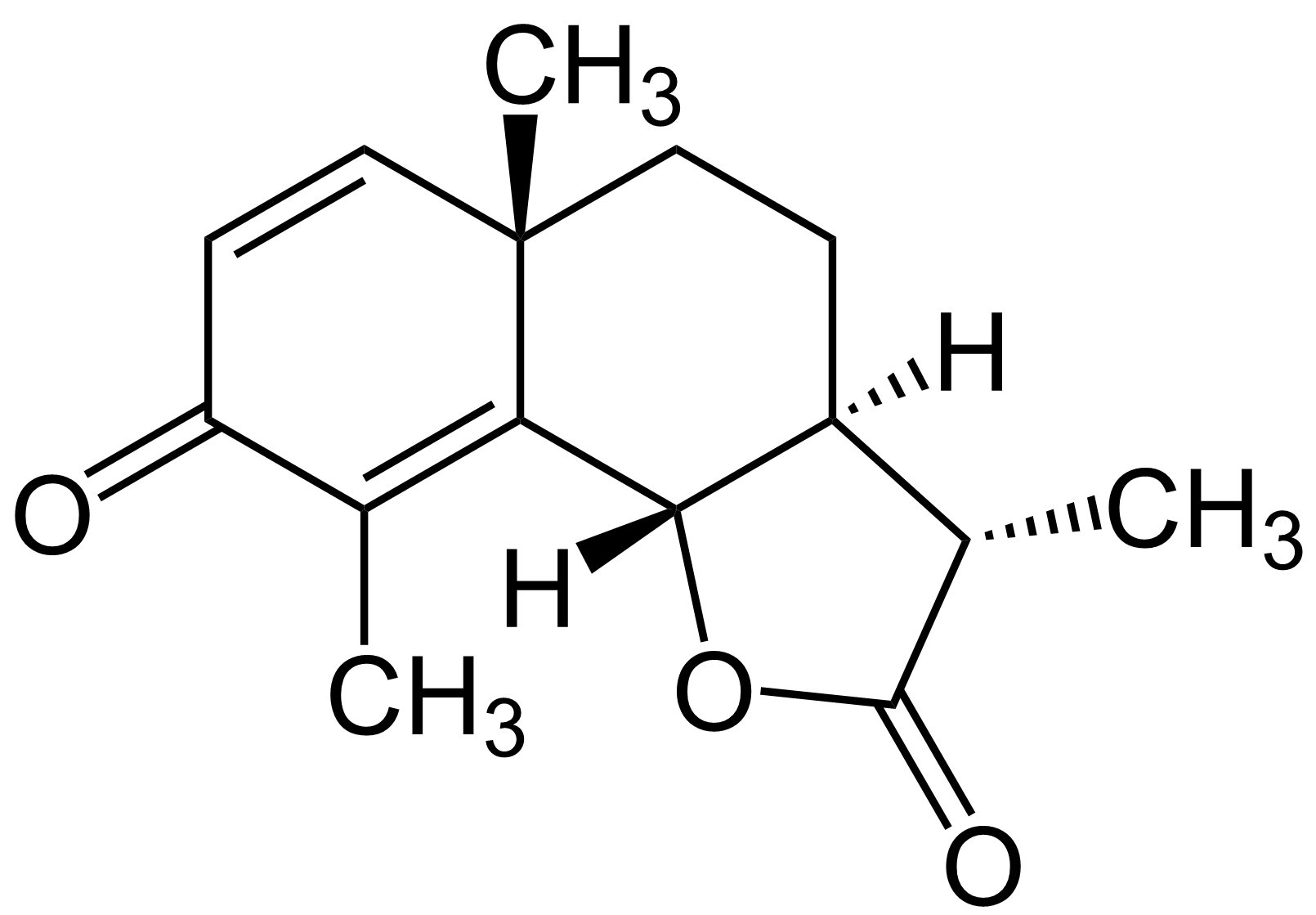
Santonin (wirkt gegen Spulwürmer)

## Nomenklatur
Griechische Buchstaben geben die Stellung bzw. Position der Hydroxygruppe relativ zur Carboxygruppe in der formal zugrundeliegenden Hydroxycarbonsäure an: Das der Carboxygruppe benachbarte C-Atom wird als α-ständig, das nächste als β-ständig usw. bezeichnet. Lactone werden auch durch Anhängen der Endung -olid an den Namen des entsprechenden Kohlenwasserstoffes benannt, die Position des am Ringschluss beteiligten C-Atoms wird als Ziffer angegeben: z. B. Propan-3-olid = β-Propiolacton. Eine Untergruppe der Lactone sind die Lactide, bei denen zwei Estergruppen im gleichen Ring vorliegen.

## Vorkommen

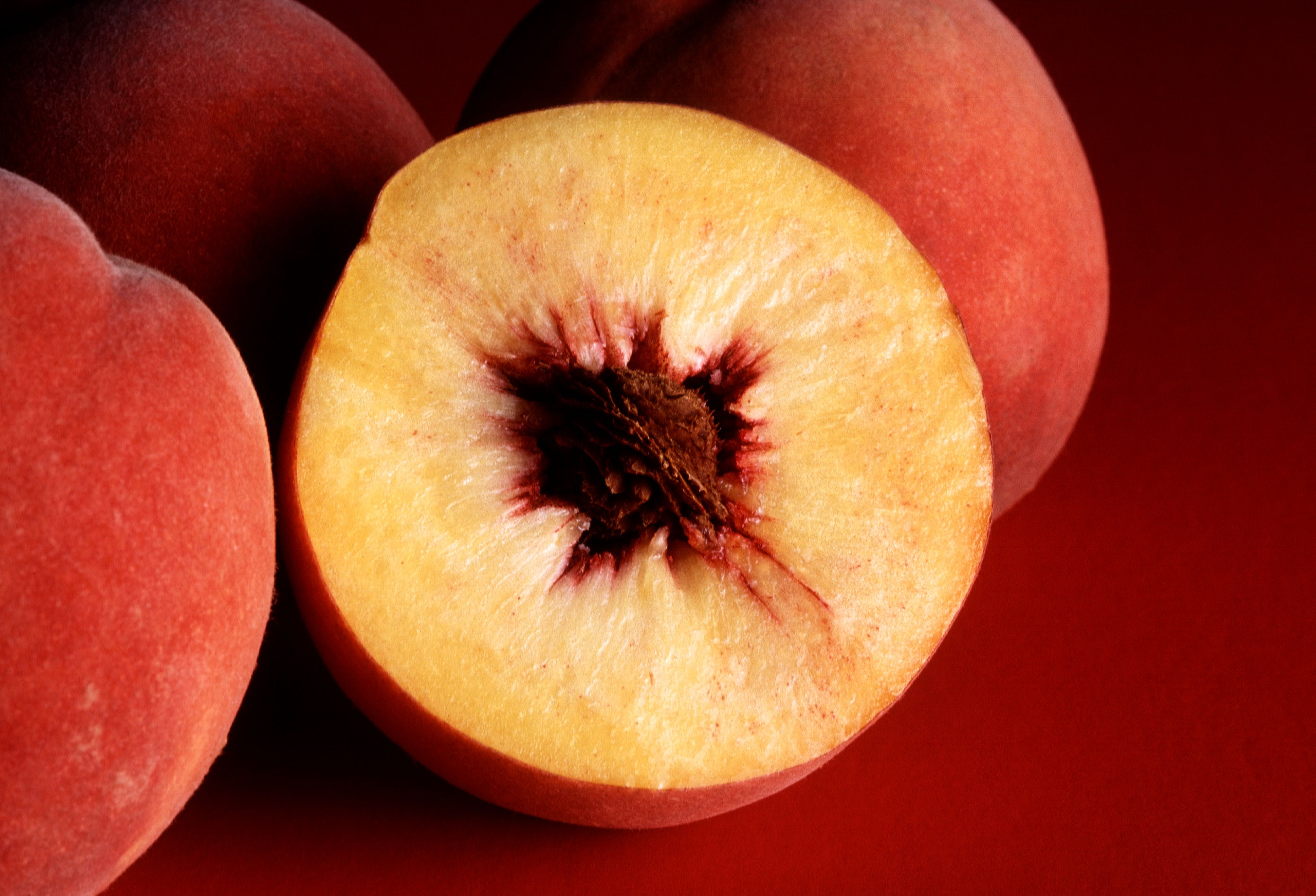
Pfirsiche enthalten Lactone mit typischem Fruchtgeruch

Lactone sind eine bedeutende Gruppe unter den Aromastoffen. In der Natur kommen hauptsächlich γ- und δ-Lactone mit unverzweigten Seitenketten vor, wobei γ-Lactone häufiger in pflanzlichen und δ-Lactone häufiger in tierischen Produkten auftreten. Die meisten natürlich vorkommenden Lactone haben eine gerade Anzahl an Kohlenstoffatomen. Als Aromastoffe sind besonders Lactone mit 8 bis 12 Kohlenstoffatomen relevant. Lactone mit weniger als 10 Kohlenstoffatomen riechen kokosartig, wohingegen solche mit mehr als 10 Kohlenstoffatomen pfirsichartig riechen. Beispielsweise findet man in Aprikosen, Nektarinen und Pfirsichen  eine Vielzahl von γ-Lactonen mit sechs bis zwölf Kohlenstoffatomen (wie etwa γ-Decalacton, vergl. Decalactone) sowie δ-Lactone mit acht bis zwölf Kohlenstoffatomen (wie etwa δ-Decalacton), die entweder kokosartig, fruchtig-pfirsichartig oder fruchtig-fettig riechen.

(3S,4S)-Quercuslacton kommt in Spirituosen wie Brandwein vor

Eine weitere Gruppe von Lactonen, die als Aromastoffe bedeutend sind, sind die auch als „Whiskylactone“ bezeichnete Quercuslactone, die in Spirituosen vorkommen, die in Eichenfässern reifen, beispielsweise Whisky. Dabei im Weinbrand aus Eichenfässern das (3S, 4S)-Isomer der Verbindung. Ein Beispiel für das Vorkommen von Lactonen in tierischen Produkten ist das δ-Decalacton, das im Milchfett vorkommt. Es ist ein wichtiger Aromastoff für Milchprodukte wie H-Milch, Käse und insbesondere Butter, der eine süße Note hervorruft.
Weitere natürlich vorkommende Lactone sind etwa die pflanzlichen Cardenolide, die ein ungesättigtes γ-Lacton oder ein δ-Lacton an einem Steroidgerüst enthalten, die ebenfalls pflanzlichen Furanolactone, z. B. Salvinorine. Laktone mit vielen Ringgliedern heißen Makrolide, zu denen auch wichtige Antibiotika gehören. Ochratoxine sind Schimmelpilzgifte; ihr Lactonring hat sechs Atome.

## Herstellung
Während α-Lactone, deren einfachster Vertreter das Acetolacton ist, nur als instabile Zwischenprodukte bekannt und β-Lactone (Vierringe) nur unter speziellen Bedingungen darstellbar sind, sind die γ- und die δ-Lactone (Fünf- bzw. Sechsringe) leicht erhältliche stabile heterocyclische Verbindungen. γ-Lactone entstehen durch Eindampfen verdünnter wässriger Lösungen der entsprechenden γ-Hydroxycarbonsäuren. α-Hydroxycarbonsäuren bilden im Gegensatz dazu beim Eindampfen Oligomere und bei weiterem Erhitzen Lactide. Liegen die Carboxygruppe und die Hydroxygruppe weiter auseinander, werden die Lactone ebenfalls schnell unbeständig. Zu den bekanntesten ε-Lactonen gehört ε-Caprolacton, ein Lacton der Capronsäure.
Schematisches Beispiel einer Lactonbildung; die Bildung von γ-Butyrolacton aus γ-Hydroxybuttersäure durch Wasserabspaltung:
Eine weitere Methode, Lactone herzustellen, ist die Baeyer-Villiger-Oxidation. Dabei werden cyclische Ketone mit Peroxycarbonsäuren unter Ringerweiterung oxidiert. Die Baeyer-Villiger-Oxidation von Cyclohexanon liefert das industriell in beträchtlichen Mengen hergestellte ε-Caprolacton, ein Ausgangsprodukt für die Herstellung von Polyestern und Polyethern.
Verschiedene Lactone können mithilfe von Mikroorganismen synthetisiert werden. So sind viele Mikroorganismen bekannt, die aus Rizinusöl γ-Decalacton bilden können.

## Reaktionen
Aus ε-Caprolacton lassen sich Polyester herstellen. Die Copolymerisation von ε-Caprolacton mit Milchsäure führt zu Polyestern, die biologisch abbaubar sind.

## Verwandte Verbindungen
Wie die Lactone, für die die Esterbindung –CO–O– charakteristisch ist, haben die folgenden Verbindungen ebenfalls ringförmige (cyclische) Moleküle oder Molekülteile:
- Lactame, mit einer Amidbindung –CO–NH– im Ring
- Lactime sind Tautomere zu den Lactamen, mit einer Gruppe –COH=N– im Ring
- Thiolactone enthalten die Gruppe –S–CO– im Ring, und damit ein Schwefelatom benachbart zu –CO–
- Lactole sind cyclische Halbacetale, d. h. sie haben die Gruppe –O–C(OH)H–

Lactame und Thiolactone enthalten wie Lactone eine Carbonylgruppe (mit Doppelbindung C=O), Lactime und Lactole enthalten eine organische Hydroxygruppe C–OH.